# 香久丸 (特設水上機母艦)
香久丸（かぐまる）は、国際汽船の衣笠丸型貨物船の三番船。日中戦争から太平洋戦争にかけて、特設水上機母艦、特設工作艦、特設運送船として運用された。

## 概要
高速優秀船主義を採用し、船舶改善助成施設などを活用した大幅な船質改善の一環で国際汽船が建造した衣笠丸型貨物船の一隻であるが、ネームシップの衣笠丸が川崎造船所で建造されたのに対し、続く香椎丸と香久丸は播磨造船所で建造された。香久丸は1936年（昭和11年）6月30日に播磨造船所で竣工し、竣工後は日本郵船の委託船となってニューヨーク航路、ヨーロッパ航路に就航する。しかし1937年（昭和12年）7月に勃発した日中戦争により、商業航海から一時離れることとなる。8月25日付で日本海軍に徴傭され、同時に特設水上機母艦として入籍する。この時点では千歳型水上機母艦は竣工しておらず、かくて香久丸は特設艦船ながら若宮、能登呂、神威に続く日本海軍四番目の水上機母艦となったのであり、航空関係で動員された初めての特設艦船でもあった。横須賀海軍工廠での艤装工事が行われた。工事終了後、第三航空戦隊（寺田幸吉少将）に属して中国中部および南部方面に進出。九江攻略戦および漢口攻略戦を航空機隊をもって支援し、航空機隊は南寧攻撃では陸上戦闘機隊と互角に対戦した。やがて戦線が奥地へ移動したため水上機隊の作戦もとりあえず終了し、1938年（昭和13年）12月15日付で一般徴傭船に類別変更の後、1939年（昭和14年）1月15日付で特設工作艦となる。しかし、その期間は短く、4月20日付で解傭されて商業航海に復帰した。
商業航海に復帰後の9月4日早朝、ロサンゼルスから横浜に向けて航行中に北緯46度16分 東経177度10分 / 北緯46.267度 東経177.167度の北太平洋上において濃霧に襲われ視界が利かなくなり、ロサンゼルスに向けて航行中の貨客船りおでじゃねろ丸（大阪商船、9,627トン）が突然目の前に現れ、香久丸の船首はりおでじゃねろ丸の左舷部に衝突する。香久丸はるおでじゃねろ丸の乗客51名を収容の後、曳航作業に取り掛かる。うねりのある洋上でロープを渡した後、18日間かけて紀淡海峡入り口まで曳航の後タグボートにりおでじゃねろ丸曳航の任を譲って、9月22日に神戸港に入港した。
1941年（昭和16年）10月31日、香久丸は日本海軍に再度徴傭され11月10日付で特設運送船として入籍した。11月11日から11月24日まで、三菱長崎造船所で艤装工事が行われた。開戦後はタラカン島攻略戦に特設運送船國川丸（川崎汽船、6,863トン）などとともに参加。その後はラバウル、サイゴンなど南方各地と日本本土との輸送に任じる。ヒ船団にもしばしば加入。1943年（昭和18年）11月16日、国際汽船が戦時統合により大阪商船に吸収合併されたことにより、香久丸も大阪商船に移籍する。1944年（昭和19年）9月10日、香久丸は陸軍特殊船吉備津丸（日本郵船、9,575トン）、特設運送船護国丸（大阪商船、10,438トン）とともにマモ03船団を編成してマニラを出港した。途中、ヒ72船団と合流して門司に向かうもヒ72船団は9月12日にアメリカ潜水艦グロウラー 、パンパニト 、シーライオンのウルフパックにつかまり、 多大な被害を出した。船団は三亜に回航の上顔ぶれを改めて9月16日に出港するが、9月20日にB-24の攻撃を受けて特設運送船浅香丸（日本郵船、7,398トン）、海防艦御蔵とともに被弾損傷し、高雄に回航の上修理が行われる。修理後は基隆に回航の上で船団の航行を再開し、門司に到着した。
10月26日、香久丸はヒ79船団に加入して門司を出港した。10月30日に高雄に寄港の後、特務艦間宮とともに船団から外れ、新たに二等輸送艦4隻とともにタマ31A船団を編成して11月2日に高雄を出港する。翌11月3日明け方、北緯19度57分 東経121度50分 / 北緯19.950度 東経121.833度のサブタン島近海にさしかかった所でアメリカ潜水艦セイルフィッシュの雷撃を受けたが回避した。ラポック湾で仮泊ののち、11月4日朝に航行を再開したが、リンガエン湾口を横切って南下していた17時48分頃、北緯16度30分 東経119度46分 / 北緯16.500度 東経119.767度のサンチャゴ島沖を航行中にアメリカ潜水艦レイ、ブリームおよびギターロからなるウルフパックの攻撃を受けた。最初に攻撃したのはギターロで、16時5分に「10,000トン級大型輸送船」、すなわち香久丸に対して魚雷を4本発射し、うち1本が命中した。続いて攻撃したのはブリームで、16時30分に香久丸に対して魚雷を4本発射し、うち1本が命中。香久丸は魚雷の命中により大火災が発生して航行不能となった。約2時間のちの19時2分、レイが停止している香久丸に対して魚雷を2本発射し、2本とも命中。香久丸は間もなく沈没した。残った二等輸送艦はサンタクルーズに逃げ込んだ。1945年（昭和20年）1月10日付で除籍および解傭。香久丸の撃沈はレイ、ブリーム、ギターロの共同戦果として扱われた。
なお主要目の一部数値が上方修正されているが、その理由は定かではない。

## 特務艦長
※『日本海軍史』第9巻の「将官履歴」に基づく。
- 吉良俊一 大佐：1937年8月25日 - 1937年12月15日
- 大林末雄 大佐：1937年12月15日 - 1938年12月15日
- （兼）伊藤安之進 大佐：1939年1月15日 - 1939年1月28日
- 木村昌福 大佐：1939年1月28日 - 1939年4月20日